# 일본의 언어
이 문서는 일본 국토에서 사용되는 일본의 언어에 대해 설명한다.
현재의 일본에서 사용되는 언어의 대부분은 일본어족이고 통칭하여 일본어로 불리는 경우가 많다.
일본의 언어로서, 대부분의 경우 공식 언어로선 일본어만을 가리키지만, 20세기에 들어와서는 홋카이도의 아이누어와 류큐 열도의 류큐어들도 오래전부터 일본각지역에서 사용되는 언어라는 인식이 있어서, 일본 국회에서도 사용하고 있다.
예부터 일본의 국토에서 사용되는 언어는 아이누어 말고도 에벤크어, 윌타어, 오로치어, 언어 계통을 알 수 없는 니브히어도 다소 존재한다.
아시아 국가들과의 교류에서 현재 일본에선 다소, 중국어와 대만어, 한국어가 쓰이기도 한다. 재일 한국어도 쓰인다.
러시아와 가까운 홋카이도에서는 러시아어가 쓰이기도 한다.

## 역사
일본에서는 구석기 시대 초기에 일본렬도에 인류가 있었던 흔적이 있고 당시부터 언어가 말한 것으로 추측하고 있지만, 어떤 언어가 쓰였는지는 여전히 정확히 알수가 없다. 말한한지에 붙어 여전히 불명이다. 석기시대의 유적에서 문자로 추정되는 것이 발견되고 있지만, 어떤 언어로 발전했는지는 여러 가지 설이있다. 어떤 언어가 쓰였는지를 보여주는 문학은 2세기 지나서 중국의 역사서에 나온다. 이후 일본어는 중국어를 바탕으로 된 한문을 사용하도록 하고, 그 한자를 이용해서 히라가나와 가타카나가 일본에서 만들어졌다.
류큐어에 대해서는 중국에서 한자가 전해지는 13세기가 되어 있기 때문이고, 그 이전의 언어에 대해 상세한 것은 알고 있지 않다. 또한 14세기에 류큐에서 발견된 중국의 문서에는 히라가나로 적혀있었다. 아이누어는 아이누어를 바탕으로 한 일본어와 일본의 지명 등이 많이 존재하기에서 예부터 일본에 존재했다고 하며, 일본어보다 더 오래 쓰였다고 말하는 학자도 있다. 문자의 기재는 16세기 경부터이다. 19세기 무렵부터 가타카나를 이용한 아이누어 가나를 본격적으로 표기하기 시작했다.
윌타어는 사용했던 기록이 있는데 현재 말하는 사람은 별로 없다. 또한 문자도 없다.
중세시대에 유럽에서 일본으로 오는 사람이 많아져, 유럽의 언어도 쓰였지만, 언어로서의 정착 만큼은 되지 않았다.

## 언어갈래
- 일본어족
  - 일본어
  - 게센어
  - 하치조어
  - 오가사와라어
- 류구어파
  - 북류쿠어군
    - 오키나와어
    - 아마미어
      - 아마미오시마어
      - 기카이어
      - 도쿠노시마어

    - 북오키나와제어
      - 오키노에라부어
      - 요론어
      - 쿠니가미어

  - 남류구어군
    - 미야코어
    - 야에야마어
    - 요나구니어
- 아이누어
  - 북해도아이누어
  - 쿠릴아이누어
  - 사할린아이누어
- 중국티베트어족
  - 중국어
  - 타이완어
- 니브흐어
- 한국어족
  - 한국어
  - 재일조선어
- 튀르크어족
  - 타타르어
  - 바시키르어
- 인도유럽어족
  - 영어
  - 러시아어
- 퉁구스어족
  - 윌타어
  - 오로치어
- 축치캄차카어족
  - 이텔멘어
- 오스트로네시아어족
  - 말레이폴리네시아어

## 같이 보기
- 일본의 인구
- 일본인
- 한문 (일본)